# Marcellin Champagnat

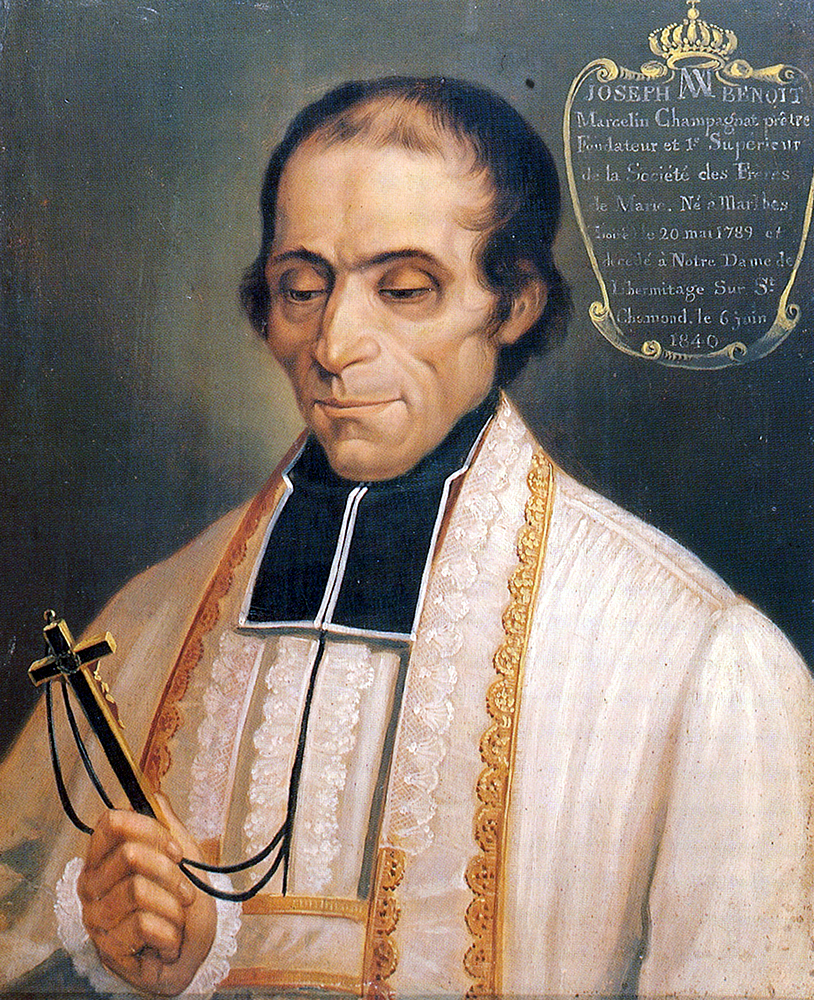
Marcellin Champagnat (1840)

Marcellin Joseph Benoît Champagnat (* 20. Mai 1789 in Marlhes bei Saint-Étienne; † 6. Juni 1840 in Saint-Chamond) war ein französischer Priester und Ordensgründer der Maristenbrüder.
Marcellin Champagnat wuchs als neuntes von zehn Kindern in Le Rosey, einem Weiler bei Marlhes, auf. Am 2. Juli 1816 wurde er zum katholischen Priester geweiht, nachdem er sich bereits mit 14 Jahren für diesen Lebensweg entschieden hatte. 1817 gründete Champagnat die Maristenbrüder. 1820 begannen die ersten Schulbrüder, die von ihm ausgebildet worden waren, in den umliegenden Dörfern Religionsunterricht zu geben. Trotz vieler Schwierigkeiten erlebte Champagnat eine rasche Ausbreitung seiner Brüdergemeinschaft. Sie zählt heute zu den zehn größten Männerorden der katholischen Kirche.
Am 29. Mai 1955 wurde er von Papst Pius XII. seliggesprochen. 44 Jahre später, am 18. April 1999, erfolgte schließlich die Heiligsprechung durch Papst Johannes Paul II.